# 13 décembre en sport
13 novembre 13 janvier
Chronologies thématiques
- Croisades
- Ferroviaires
- Disney

Le 13 décembre (347e jour de l'année ou 348e en cas d'année bissextile) en sport.

## Événements

### XIXesiècle
- 1875 :
  - (Rugby à XV) : l’Angleterre bat l’Irlande à Rathmines.
- 1883 :
  - (Omnisports) : fondation à Paris du club omnisports du Stade français.

### XXesiècle: de 1951 à 2000
- 1958 :
  - (Hockey sur glace) : au Forum de Montréal, Gordie Howe compte son 400e but dans un match opposant les Red Wings de Détroit aux Canadiens de Montréal. Le public lui réservant une belle ovation, Howe, ému, demande aux journalistes après le match de remercier la foule montréalaise, que ce sont de grands sportifs.
- 1981 :
  - (Tennis) : au Riverfront Coliseum de Cincinnati les États-Unis battent l'Argentine 3-1 en finale et gagnent l'édition 1981 de la Coupe Davis.

### XXIesiècle
- 2001 :
  - (Natation) : à Anvers (Belgique), l'équipe masculine d'Allemagne, composée de Stev Theloke, Jens Kruppa, Thomas Rupprath et Carsten Dehmlow, bat le record du monde du relais 4 × 50 m 4 nages, le portant à 1 min 34 s 78.
- 2002 :
  - (Natation) : à Riesa (Allemagne), lors de la finale des Championnats d'Europe, Éva Risztov bat le record d'Europe du 800 m nage libre en petit bassin, le portant à 8 min 14 s 72.
- 2006 :
  - (Dopage) : l'ONU annonce que la Convention internationale contre le dopage dans le sport entrera en vigueur le 1er février 2007.
- 2007 :
  - (Natation) : à Debrecen (Hongrie), lors de la 1re journée des Championnats d'Europe de natation en petit bassin, trois records (deux du monde et un d'Europe) sont battus :
    - record du monde du 200 m 4 nages messieurs battu par László Cseh, qui le porte à 1 min 52 s 99;
    - record du monde du 200 m papillon dames battu par Otylia Jędrzejczak, qui le porte à 2 min 03 s 53;
    - record d'Europe du 200 m dos messieurs battu par Markus Rogan, qui le porte à 1 min 49 s 86.

## Naissances

### XIXesiècle
- 1890 :
  - David McLean, footballeur puis entraîneur écossais. (1 sélection en équipe nationale). († 23 décembre 1967).

### XXesiècle: de 1901 à 1950
- 1905 :
  - Raoul Bonamy, joueur de rugby à XV et à XIII français. (3 sélections en équipe de France). († 21 avril 1993).
- 1913 :
  - Archie Moore, boxeur américain. Champion du monde poids mi-lourds de boxe de 1952 à 1962. († 9 décembre 1998).
- 1917 :
  - Benoît Musy, pilote de courses automobile et de moto suisse. († 7 octobre 1956).
- 1918 :
  - Bill Vukovich, pilote de courses automobile américain. († 30 mai 1955).
- 1923 :
  - Larry Doby, joueur de baseball puis directeur sportif américain. († 18 juin 2003).
- 1924 :
  - Pierre Flamion, footballeur puis entraîneur français. (17 sélections en équipe de France). († 3 janvier 2004).
- 1931 :
  - Émile Leva, athlète de demi-fond belge.
- 1933 :
  - Doug Mohns, hockeyeur sur glace canadien. († 7 février 2014).
- 1936 :
  - Andrew Cowan, pilote de rallyes automobile et de rallyes-cross écossais. († 15 octobre 2019).
- 1939 :
  - Rudolf Flögel, footballeur autrichien. (40 sélections en équipe nationale).
- 1942 :
  - Ferguson Jenkins, joueur de baseball canadien.
- 1946 :
  - Pierino Prati, footballeur italien. Champion d'Europe de football 1968. Vainqueur des Coupe d'Europe des vainqueurs de coupe 1968 et 1973 et de la Coupe des clubs champions 1969. (14 sélections en équipe nationale).

### XXesiècle: de 1951 à 2000
- 1951 :
  - Lucien Rodriguez, boxeur français.
- 1953 :
  - Bob Gainey, hockeyeur sur glace puis entraîneur et dirigeant sportif canadien.
- 1963 :
  - Philippe Collet, athlète de sauts à la perche français. Médaillé de bronze de la perche aux Championnats d'Europe d'athlétisme 1986.
- 1964 :
  - Ricardo, footballeur puis entraîneur brésilien. Médaillé d'argent aux Jeux de Séoul 1988. Vainqueur de la Copa América 1989. (48 sélections en équipe nationale).
- 1966 :
  - Olivier Pantaloni, footballeur puis entraîneur français.
- 1968 :
  - David Strang, athlète de demi-fond britannique.
- 1969 :
  - Sergueï Fiodorov, hockeyeur sur glace puis dirigeant sportif soviétique puis russe et américain. Médaillé d'argent aux Jeux de Nagano 1998 et médaillé de bronze aux Jeux de Salt Lake City 2002. Champion du monde de hockey sur glace 1989, 1990 et 2008.
- 1972 :
  - Peter Luttenberger, cycliste sur route autrichien. Vainqueur du Tour de Suisse 1996.
- 1974 :
  - Richard Dourthe, joueur de rugby puis entraîneur français. Vainqueur du Grand Chelem 1997. Vice-champion du monde en 1999. (31 sélections en équipe de France).
  - Mate Skelin, basketteur croate.
- 1975 :
  - Bates Battaglia, hockeyeur sur glace américain.
  - Nicolas Beaudan, fleurettiste français. Champion du monde d'escrime du fleuret par équipes 2005, 2006 et 2007.
  - C.J. Bruton, basketteur américano-australien.
- 1977 :
  - Andrew Higginson, joueur de snooker anglais.
- 1978 :
  - Fabio Di Bella, basketteur italien. (48 sélections en équipe nationale).
  - Kaspars Kambala, boxeur puis basketteur letton.
- 1979 :
  - Matjaž Smodiš, basketteur slovène. Vainqueur des Euroligue de basket-ball 2001, 2006 et 2008.
  - Artiom Tchoubarov, hockeyeur sur glace russe.
- 1982 :
  - Elisa Di Francisca, fleurettiste italienne. Championne olympique en individuelle et par équipes aux Jeux de Londres 2012 puis médaillée d'argent en individuelle aux Jeux de Rio 2016. Championne du monde d'escrime du fleuret par équipes 2004, 2009, 2013, 2014 et 2015 puis championne du monde d'escrime du fleuret individuel et par équipes 2010. Championne d'Europe d'escrime du fleuret par équipes 2005, 2009, 2010 et 2012, championne d'Europe d'escrime du fleuret individuel et par équipes 2011, 2013, 2014 et 2015.
  - Dan Hamhuis, hockeyeur sur glace canadien. Champion olympique aux Jeux de Sotchi 2014. Champion du monde de hockey sur glace 2007 et 2015.
  - Han Xiaopen, skieur acrobatique chinois. Champion olympique en sauts aux Jeux de Turin 2006. Champion du monde de ski acrobatique en sauts 2007.
- 1984 :
  - Santi Cazorla, footballeur espagnol. Champion d'Europe de football 2008 et 2012. (77 sélections en équipe nationale).
  - Michal Kadlec, footballeur tchèque. (67 sélections en équipe nationale).
  - Kevin Klein, hockeyeur sur glace canadien.
- 1986 :
  - Anke Borowikow, volleyeuse allemande.
  - Mikael Lustig, footballeur suédois.
- 1988 :
  - Rickie Fowler, golfeur américain.
- 1989 :
  - Cécilia Berder, sabreuse française.
  - Stefan Birčević, basketteur serbe. Médaillé d'argent aux Jeux de Rio 2016.
  - Mikel Landa, cycliste sur route espagnol.
  - Hellen Obiri, athlète de demi-fond kényane. Médaillée d'argent du 5 000 m aux Jeux de Rio 2016. Championne d'Afrique d'athlétisme du 1 500 m 2014.
  - Nerea Pena, handballeuse espagnole. Victorieuse de la Coupe EHF de handball féminin 2009. (78 sélections en équipe nationale).
- 1991 :
  - Senah Mango, footballeur togolais. (11 sélections en équipe nationale).
- 1993 :
  - Danielle Collins, joueuse de tennis américaine.
  - Alexandra Tavernier, athlète de lancers française. Médaillée de bronze du marteau aux championnats du monde 2015.
- 1994 :
  - Laura Flippes, handballeuse française. Championne olympique aux Jeux de Tokyo 2020. Championne du monde féminin de handball 2017. Médaillé de bronze  à l'Euro 2016, Championne d'Europe de handball 2018 et médaillée d'argent à l'Euro 2018. (81 sélections en équipe de France).
- 1995 :
  - Jeremías González, pilote de rallye-raid et de quad argentin.
  - Gabin Villière, joueur de rugby à sept et à XV français. (43 sélections avec l'Équipe de France de rugby à sept et 2 avec celle de rugby à XV).
- 1996 :
  - Marek Rodák, footballeur slovaque. (20 sélections en équipe nationale).
  - Nicolai Rapp, footballeur allemand.
- 1997 :
  - Dávid Hancko, footballeur slovaque.
  - Takuma Ominami, footballeur japonais.
- 1998 :
  - Osman Bukari, footballeur ghanéen.
  - Franck Kanouté, footballeur sénégalais.

### XXIesiècle
- 2003 :
  - Jonas Adjetey, footballeur ghanéen.

## Décès

### XXesiècle: de 1901 à 1950
- 1930 :
  - Arthur Wharton, 65 ans, footballeur anglais. (° 28 octobre 1865).
- 1942 :
  - Adolphe Grisel, 70 ans, athlète de sprint, de sauts et de lancers, gymnaste, haltérophile puis joueur de rugby à XV français. (° 9 décembre 1872).

### XXesiècle: de 1951 de 2000
- 1953 :
  - Ethel Muckelt, 68 ans, patineuse artistique individuelle britannique. Médaillée de bronze aux Jeux de Chamonix 1924. (° 30 mai 1885).
- 1964 :
  - Pedro Petrone, 59 ans, footballeur uruguayen. Champion olympique aux Jeux de Paris 1924 puis aux Jeux d'Amsterdam 1928. Champion du monde de football 1930. Vainqueur des Copa América 1923 et 1924. (29 sélections en équipe nationale). (° 11 mai 1905).
- 1966 :
  - Nils Frykberg, 78 ans, athlète de demi-fond et de fond suédois. Médaillé d'argent du 3 000m par équipes aux Jeux de Stockholm 1912. (° 13 mars 1888).
- 1990 :
  - Alice Marble, 77 ans, joueuse de tennis américaine. Victorieuse des US Open 1936, 1938, 1939 et 1940 puis du Tournoi de Wimbledon 1939. (° 28 septembre 1913).

### XXIesiècle
- 2002 :
  - Lucien Zins, 80 ans, nageur puis entraîneur et dirigeant sportif français. DTN de 1964 à 1973. (° 14 septembre 1922).
- 2006 :
  - Lamar Hunt, 74 ans, joueur de foot U.S., footballeur, basketteur et joueur de tennis américain. Fondateur de l’AFL, de la MLS et de la NASL. (° 2 août 1932).
- 2011 :
  - Joseph Navarro, 65 ans, joueur de rugby français. (° 27 mars 1946).
  - Klaus-Dieter Sieloff, 69 ans, footballeur allemand. (14 sélections en équipe nationale). (° 27 février 1942).
- 2015 :
  - Georges Meunier, 90 ans, cycliste sur route et de cyclo-cross français. Médaillé de bronze aux Mondiaux de cyclo-cross 1957. (° 9 mai 1925).